# Hans-Joachim Kahler
Hans-Joachim Kahler (* 21. März 1908 in Mörchingen; † 14. Januar 2000 in Hamburg) war ein deutscher Generalmajor im Zweiten Weltkrieg.

## Leben

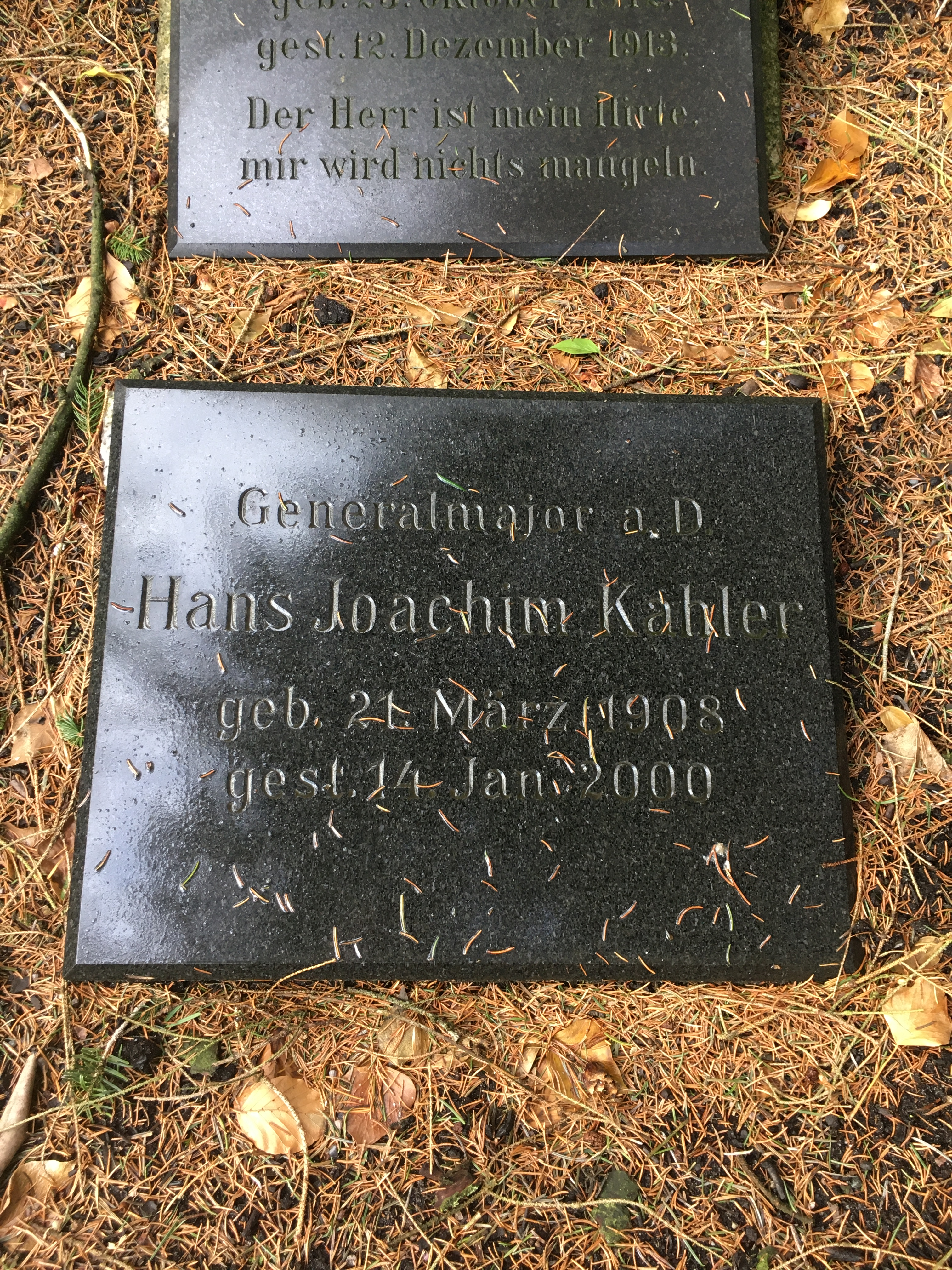
Grabstätte Hans-Joachim Kahler, 2021

Kahler trat am 1. April 1927 als Fahnenjunker in das 14. Reiter-Regiment der Reichswehr ein und avancierte am 1. April 1932 zum Leutnant. Nach seiner Beförderung zum Oberleutnant diente er von April 1934 bis Ende September 1934 als Regimentsadjutant und war anschließend für ein Jahr zum Springstall der Kavallerieschule in Hannover kommandiert. Daran schloss sich eine Verwendung als Chef der 10. Eskadron sowie am 1. Februar 1938 seine Beförderung zum Rittmeister an.
Mit Beginn des Zweiten Weltkriegs wurde Kahler am 1. September 1939 Eskadronchef in der durch das Kavallerie-Regiment 14 aufgestellte Aufklärungs-Abteilung 156 und war zeitweise mit der Führung des Kavallerie-Regiments 22 beauftragt. 1940 wurde er Kompaniechef in der Panzerjäger-Abteilung 1 und Anfang September 1940 Adjutant der 12. Panzer-Division.
Als Major (Beförderung am 1. Januar 1942) war er vom 1. März bis 30. Juni 1942 Kommandeur des Kradschützen-Bataillons 22 bei der 12. Panzer-Division. Anschließend war er bis zur Umgliederung in die Panzer-Aufklärungs-Abteilung 4 Ende April 1943 Kommandeur des Kradschützen-Bataillons 34, welches der 4. Panzer-Division unterstellt war. Bis 7. Mai 1943 übernahm er die neu aufgestellte Panzer-Aufklärungs-Abteilung 4. Am 17. April 1943 hatte er das Ritterkreuz des Eisernen Kreuzes erhalten.
Am 17. Dezember 1943 wurde ihm als Oberstleutnant (Beförderung am 1. September 1943) und Kommandeur des Panzer-Grenadier-Regiments 5 bei der 12. Panzer-Division das Eichenlaub zum Ritterkreuz des Eisernen Kreuzes verliehen. Anfang 1944 war er als Oberst (Beförderung am 1. März 1944) kurzzeitig als Vertreter von Erpo von Bodenhausen Kommandeur der 12. Panzer-Division eingesetzt. Als im Sommer die Führer-Grenadier-Brigade aufgestellt wurde, beauftragte man Kahler am 1. Juli 1944 mit der Führung des Großverbandes. Am 20. Dezember 1944 wurde er schwer verwundet und kam ins Lazarett. Am 30. Januar 1945 wurde er zum Generalmajor befördert und mit der Bedingungslosen Kapitulation der Wehrmacht geriet er am 8. Mai 1945 in britische Kriegsgefangenschaft, aus der er im Februar 1946 entlassen wurde.
Nach dem Krieg wohnte er in Hamburg. Am 14. Januar 2000 starb Hans-Joachim Kahler im Alter von 91 Jahren in Hamburg und wurde auf dem Friedhof Ohlsdorf begraben.